# Новобибеевский сельсовет
Новобибеевский сельсовет — сельское поселение в Болотнинском районе Новосибирской области Российской Федерации.
Административный центр — село Новобибеево.

## История
Статус и границы сельского поселения установлены Законом Новосибирской области от 2 июня 2004 года № 200-ОЗ «О статусе и границах муниципальных образований Новосибирской области»

## Население
| 2002 | 2010 | 2012 | 2013 | 2014 | 2015 | 2016 |
| ---- | ---- | ---- | ---- | ---- | ---- | ---- |
| 614  | ↘533 | ↘515 | ↘489 | ↘470 | ↘455 | ↘448 |
| 2017 | 2018 | 2019 | 2020 | 2021 |      |      |
| ↗454 | ↘436 | ↘427 | ↗428 | ↘423 |      |      |

## Состав сельского поселения
| № | Населённый пункт | Тип населённого пункта       | Население |
| - | ---------------- | ---------------------------- | --------- |
| 1 | Камень           | деревня                      | ↘17       |
| 2 | Новобибеево      | село, административный центр | ↘493      |
| 3 | Старобибеево     | деревня                      | ↗22       |
| 4 | Усть-Тула        | деревня                      | ↘1        |